# Карчмиска (гмина)
Карчмиска (пол. Karczmiska) — сельская гмина (волость) в Польше, входит как административная единица в Опольский повет (Люблинское воеводство), Люблинское воеводство. Население — 6272 человека (на 2004 год).

## Сельские округа
1. Бельско
2. Ходлик
3. Глуско-Мале
4. Гурки
5. Явурце
6. Мечиславка
7. Карчмиска
8. Глуско-Дуже-Колёня
9. Волица-Колёня
10. Усчёнж-Колёня
11. Новоромблюв
12. Слотвины
13. Усчёнж
14. Волица
15. Вымыслув
16. Забоже
17. Загайдзе

## Соседние гмины
1. Гмина Казимеж-Дольны
2. Гмина Лазиска
3. Гмина Ополе-Любельске
4. Гмина Понятова
5. Гмина Вонвольница
6. Гмина Вилькув